# Mayte Martínez
Mayte Martínez (ur. 17 maja 1976 w Valladolid) – hiszpańska lekkoatletka, średniodystansowiec.
Brązowa medalistka mistrzostw świata z Osaki w biegu na 800 m. Wielokrotna mistrzyni Hiszpanii, rekordzistka i reprezentantka kraju. 
W 2012 ogłosiła zakończenie kariery sportowej.

## Sukcesy
| Rok  | Zawody                     | Miasto     | Miejsce | Konkurencja        |
| ---- | -------------------------- | ---------- | ------- | ------------------ |
| 2001 | Mistrzostwa Świata         | Edmonton   | 7.      | 800 m              |
| 2002 | Halowe Mistrzostwa Europy  | Wiedeń     | 4.      | 800 m              |
| 2002 | Mistrzostwa Europy         | Monachium  | 2.      | 800 m              |
| 2002 | Puchar Świata              | Madryt     | 2.      | 800 m              |
| 2003 | Halowy Puchar Europy       | Lipsk      | 1.      | 800 m              |
| 2003 | Halowe Mistrzostwa Świata  | Birmingham | 3.      | 800 m              |
| 2003 | Superliga Pucharu Europy   | Florencja  | 3.      | 800 m              |
| 2005 | Halowe Mistrzostwa Europy  | Madryt     | 2.      | 800 m              |
| 2005 | Igrzyska śródziemnomorskie | Almería    | 4.      | 400 m              |
| 2005 | Igrzyska śródziemnomorskie | Almería    | 1.      | sztafeta 4 x 400 m |
| 2005 | Mistrzostwa Świata         | Helsinki   | 5.      | 800 m              |
| 2005 | Światowy Finał IAAF        | Monako     | 3.      | 800 m              |
| 2006 | Superliga Pucharu Europy   | Málaga     | 3.      | 800 m              |
| 2006 | Mistrzostwa Europy         | Göteborg   | 7.      | 800 m              |
| 2007 | Halowe Mistrzostwa Europy  | Birmingham | 5.      | 1500 m             |
| 2007 | Mistrzostwa Świata         | Osaka      | 3.      | 800 m              |
| 2007 | Światowy Finał IAAF        | Stuttgart  | 2.      | 800 m              |
| 2008 | Halowe mistrzostwa świata  | Walencja   | 4.      | 800 m              |
| 2009 | Mistrzostwa świata         | Berlin     | 7.      | 800 m              |
| 2009 | Światowy finał IAAF        | Saloniki   | 6.      | 800 m              |
| 2010 | Mistrzostwa Europy         | Barcelona  | 7.      | 800 m              |

## Rekordy życiowe
- Bieg na 800 metrów – 1:57,62 (2007)
- Bieg na 800 metrów (hala) – 1:59,52 (2004) rekord Hiszpanii
- Bieg na 1000 metrów – 2:33,06 (2007) rekord Hiszpanii[2]
- Bieg na 1000 metrów (hala) – 2:38,80 (2005) rekord Hiszpanii
- Bieg na 1500 metrów – 4:05,05 (2005)
- Bieg na 1500 metrów (hala) – 4:09,18 (2007)